# Sanjeet
Sanjeet (ur. 5 października 1998) – indyjski zapaśnik walczący przeważnie w stylu wolnym. Zajął dwudzieste miejsce na mistrzostwach świata w 2022. Brązowy medalista mistrzostw Azji w 2021. 
Trzeci na mistrzostwach Azji U-23 w 2019. Mistrz Azji kadetów w 2015 i trzeci w 2017 roku.